# Gertrud Angermann
Gertrud Angermann (* 12. Januar 1923 in Friedewalde, Kreis Minden; † 16. August 2010 in Bielefeld) war eine Gymnasiallehrerin, Volkskundlerin und Historikerin in Bielefeld.

## Leben
Sie wurde als Tochter aus Lippe stammender Eltern in einem Dorf bei Petershagen geboren. 1941 legte sie ihr Abitur an der Bielefelder Augusta-Viktoria-Schule ab und studierte anschließen in Rostock, Leipzig und Münster Geschichte, Latein und Deutsch, mit Unterbrechungen bis 1950. Nach dem Referendariat für das Lehramt an Höheren Schulen promovierte sie 1950 in Münster mit „Untersuchungen über das Urkundenwesen der Grafen zu Ravensberg“. Danach war sie zunächst Gymnasiallehrerin in Detmold (1952–1954), anschließend bis zu ihrer Pensionierung als Studiendirektorin unterrichtete sie am Ceciliengymnasium Bielefeld. Seit 1963 war sie zudem Fachleiterin für das Fach Geschichte am Studienseminar in Bielefeld.
Schon früh publizierte in allen bedeutenden regionalen Geschichtszeitschriften über Minden-Ravensberg und Lippe. 1955 wurde sie in den Beirat des Historischen Vereins für die Grafschaft Ravensberg gewählt und 1993 zum Ehrenmitglied ernannt. Angermann war Mitglied der Volkskundlichen Kommission für Westfalen (seit 1858), der Historischen Kommission für Westfalen (seit 1961), des Wissenschaftlichen Prüfungsamtes Bochum (1978–1982) und des Staatlichen Prüfungsamtes in Bielefeld für Erste Staatsprüfungen für das Lehramt an Schulen (seit 1979).

## Schriften (Auswahl)
Selbstständige Veröffentlichungen
- Untersuchungen über das Urkundenwesen der Grafen von Ravensberg 1205–1346. In: Jahresbericht des Historischen Vereins der Grafschaft Ravensberg, 56 (1950/51). (Zugleich Münster, Dissertation 1950)
- Der Oberst Georg v. Holle 1514–1576. (= Mindener Beiträge, Bd. 12), Minden 1966.
- Stammbücher und Poesiealben als Spiegel ihrer Zeit (= Schriften d. Volkskundlichen Kommission des Landschaftsverbandes Westf.-Lippe, Bd. 20). Münster 1971.
- Engel an Ravensberger Bauernhäusern. Beitrag zum Wandel des Dekors vom 18.–20. Jahrhundert.  (= Beiträge z. Volkskultur in Nordwestdeutschland, Heft 2). Münster 1974. (Volltext als PDF).
- Land-Stadt-Beziehungen. Bielefeld u. sein Umland 1760-1860 unter besonderer Berücksichtigung von Markenteilungen u. Hausbau.  (= Beiträge z. Volkskultur in Nordwestdeutschland. Heft 27). Münster 1982.
- Erweckung und Diakonie. (= Geschichtsnahe Erholung im und am Teutoburger Wald. [9]) Detmold 1988.
- Handarbeiten als Dokumente aus dem Leben lippischer Frauen (1830–1930). Katalog zur Sonderausstellung, Lippisches Landesmuseum, Detmold vom 6.10. bis 24.11.1991. Detmold 1991.
- Volksleben im Nordosten Westfalens zu Beginn der Neuzeit. Eine wachsende Bevölkerung im Kräftefeld von Reformation und Renaissance, Obrigkeit und Wirtschaft. (=Beiträge zur Volkskultur in Nordwestdeutschland, 89).Waxmann, Münster [u. a.] 1995.
- Anna von Quernheim (vor 1520–1590). Die erste bekannte Liederdichterin Westfalens und 25 ihrer geistlichen Gesänge in niederdeutscher Sprache. Bielefeld 1996.

Beiträge
- Die Stellung des nordöstlichen Westfalens in der Landfriedensbewegung zwischen 1300 und 1350. In: Lippische Mitteilungen, 24, 1955.
- Das Martinsbrauchtum in Bielefeld und Umgebung im Wandel der Zeiten. In: Rheinisch-Westfälische Zeitschrift für Volkskunde. 4, 1957.
- Niederdeutsch-lippisches Sprachgut im Wortschatz einer Lehrerfamilie. In: Niederdeutsches Wort. Münster. 1.1960, Erg. 3.1963.
- Beiträge zur Geschichte der Papiermacherfamilie Clasing in Hemeringen an der Weser. In: Papiergeschichte Darmstadt 11.1961 u. 12.1962.
- Schloß Tatenhausen und d. Spiegelsche Hof in Bielefeld. In: Der Minden-Ravensberger. Bielefeld-Bethel 1969.
- Die Anfänge der Weserrenaissance in ihrer Verflechtung mit sozialen, wirtschaftlichen, politischen, religiösen und allgemein-geistigen Wandlungen des 16. Jahrhunderts. In: Ostwestfälisch-weserländische Forschungen zur geschichtlichen Landeskunde. Münster 1970.
- Aus den Briefen eines wandernden lippischen Handwerksgesellen. In: Heimland. 63, 1970.
- Monogramme in lippischer Tischwäsche. In: Lippische Mitteilungen. 39, 1970.
- Schützen. In: Rhein.-westf. Zs. f. Volkskunde. Bonn, Münster. 21.1974 [1976], H. 1/4.
- Die Gründung des Waisenhauses in Barntrup 1770/1785 und seine Stellung innerhalb der Pädagogik jener Zeit. In: Lippische Mitteilungen. 45 (1976).
- Hauswesen, Landwirtschaft und Werkstatt einer Lippischen Schmiedefamilie um 1900 auf Grund von Inventaren (= Museum und Kulturgeschichte. Festschrift für W. Hansen. Münster 1978).
- Arteigene Teppiche. Ein Beitrag zur Geschichte der Germanophilie und zur NS-Ideologie. In: Westfalen. 57, 1979.
- Sparrenwappen und Adler an ländlichen Bauten Ravensbergs vom 17.–19. Jahrhundert. In: Westfalen. 61, 1983.
- Das Rathaus der Stadt Barntrup 1603–1906 als Bauwerk und als Mittelpunkt des städtischen Lebens. In: Lippische Mitteilungen. 70, 2001, S. 67–178.